# Palazzo Maggi di Gradella
Palazzo Maggi di Gradella è un palazzo del XVI secolo situato in via dei Musei nel centro storico di Brescia.

## Storia
Il palazzo venne edificato nel 1544 dall'architetto Lodovico Beretta su commissione della nobile famiglia bresciana dei Maggi e contiene al suo interno alcuni affreschi di Lattanzio Gambara.